# Selim II Giray
Selim II Giray fou kan de Crimea (1743-1748). Era fill de Kaplan I Giray i va succeir a Selâmet II Giray.
Va designar com a khalgay a Shahin Girai i com a nureddin a Bahadur Giray. Circàssia acostumava a portar 300 esclaus al kan quan prenia possessió però el kan en va aconseguir aquesta vegada 700: primer va acceptar els 300 i al cap d'un temps va fer detenir als begs i els va exigir altres 400. El 1743 la fam afectava a Constantinoble i Selim II va enviar ajuda; el gra també anava buscat a altres llocs com Trebisonda i l'oficial de duanes a Gozleve, de nom Osa, va intentar aprofitar-se dels enviaments per vendre gra a Trebisonda; quan Selim ho va saber el va fer decapitar.
El 1745 va prendre part a la guerra contra Nadir Shah de Pèrsia amb un exèrcit de deu mil tàtars més altres deu mil que van arribar per diferent ruta manats pels khalgay i el nureddin. Va ser recompensat per aquesta campanya. Shahin Giray es va revoltar i Hajji Giray, fill de Mahmud Girai i nebot d'Arslan Giray (després kan), de només 20 anys, el va derrotar i el va forçar a refugiar-se a Polònia.
A l'inici del 1747 va anar a Constantinoble. Va morir el 29 de maig de 1748. El va succeir el seu khalgay Arslan Giray.